# Sphecosoma besasa
Sphecosoma besasa là một loài bướm đêm thuộc phân họ Arctiinae, họ Erebidae.